# Mauro Villar
Mauro Román Villar (Lomas de Zamora, 11 gennaio 2001) è un calciatore argentino, difensore del Cerro in prestito dall'Huracán.

## Caratteristiche tecniche
È un difensore centrale.

## Carriera
Cresciuto nel settore giovanile dell'Huracán, il 30 novembre 2022 ha firmato con il club biancorosso il suo primo contratto professionistico, di durata triennale; il 4 gennaio 2024 è stato ceduto in prestito all'Almirante Brown, club della seconda divisione argentina, con cui ha debuttato nel calcio professionistico il 29 settembre nell'incontro di Primera B Nacional vinto 3-0 contro il Chaco For Ever; termina la sua esperienza con i gialloneri con complessive 3 presenze. Il 13 febbraio 2025 è passato con la stessa formula al Cerro, club della prima divisione uruguaiana.

## Statistiche

### Presenze e reti nei club
Statistiche aggiornate al 28 marzo 2025.
| Stagione        | Squadra         | Campionato      | Campionato | Campionato | Coppe nazionali | Coppe nazionali | Coppe nazionali | Coppe continentali | Coppe continentali | Coppe continentali | Altre coppe | Altre coppe | Altre coppe | Totale | Totale | Totale |
| Stagione        | Squadra         | Comp            | Pres       | Reti       | Comp            | Pres            | Reti            | Comp               | Pres               | Reti               | Comp        | Pres        | Reti        | Pres   | Reti   |        |
| --------------- | --------------- | --------------- | ---------- | ---------- | --------------- | --------------- | --------------- | ------------------ | ------------------ | ------------------ | ----------- | ----------- | ----------- | ------ | ------ | ------ |
| 2024            | Almirante Brown | PBN             | 3          | 0          | CA              | 0               | 0               | -                  | -                  | -                  | -           | -           | -           | 3      | 0      |        |
| 2025            | Cerro           | PD              | 5          | 0          | CU              | 0               | 0               | -                  | -                  | -                  | -           | -           | -           | 5      | 0      |        |
| Totale carriera | Totale carriera | Totale carriera | 8          | 0          |                 | 0               | 0               |                    | -                  | -                  |             | -           | -           | 8      | 0      |        |